# Якименко, Александр Никифорович
Александр Никифорович Якименко (20 марта 1921, Николаевка — 24 ноября 2004) — советский юрист и государственный деятель, кандидат юридических наук (с 1968 года), заслуженный юрист Украины, Председатель Верховного Суда Украины в 1970—1993 годах. Член Ревизионной Комиссии КПУ в 1976—1981 годах. Депутат Верховного Совета УССР 8-11-го созывов.

## Биография
Родился 20 марта 1921 года в селе Николаевке (теперь Вышгородского района Киевской области) в семье бедняков. Украинец.
Окончив семилетку, с 1935 года работал счетоводом в местном колхозе «Красная Нива». В 1937—1940 годах — делопроизводитель бюро Загса, инспектор Дымерского райотдела милиции Киевской области. Член ВКП(б) с 1940 года.
С 1940 года — на военной службе в Красной армии. Участвовал в Великой Отечественной войне с первых дней, вскоре стал политруком. В 1942 году участвовал в обороне Сталинграда, был тяжело ранен, лечился в госпитале в городе Лысьва Пермской области, а впоследствии, после увольнения по состоянию здоровья в запас, заведовал городским отделом социального обеспечения.
С 1944 года — заместитель председателя Печерского райисполкома Киева, с 1945 года — заведующий организационного отдела, секретарь Печерского райкома КП(б)У Киева. 1948 года был избран народным судьей 2-го участка Советского районного народного суда Киева. В 1949 году закончил Киевский филиал Всесоюзного юридического заочного института.
В 1950—1954 годах — судья, а в 1954—1963 годах — заместитель Председателя Верховного суда УССР. В 1963—1970 годах — председатель Юридической комиссии при СМ УССР. В 1968 году защитил кандидатскую диссертацию «Вопросы исковой давности в советском гражданском праве» (Сектор государства и права АНУ, Киев).
С 1970 по 1993 год — Председатель Верховного суда Украинской ССР/Украины. Избирался депутатом Верховного Совета СССР 8-11-го созывов.
Умер 24 ноября 2004 года. Похоронен в Киеве на Байковом кладбище (участок № 52а).

## Труды
Автор трудов по гражданскому праву, правосудие; ответственный редактор сборника «Законодательство о памятниках истории и культуры» (1970) и научно-практических комментариев Гражданского кодекса УССР (1971, 1981).

## Награды
Награждён многими государственными наградами: орденами Красной Звезды, Трудового Красного Знамени, Отечественной войны I степени, Богдана Хмельницкого III степени, «Знаком Почёта», 18 медалями, Почётными грамотами Верховного Совета УССР и отличием Верховного Суда Украины «За верность Закону». Заслуженный юрист Украины (с 1991 года).